# Martin Rump
Pas d'image ? Cliquez ici
Martin Rump, né le 2 avril 1996 à Tallinn en Estonie, est un pilote automobile estonien. Il participe à des épreuves d'endurance aux mains de voitures de Grand tourisme dans des championnats tels que l'European Le Mans Series, l'Asian Le Mans Series et l'Intercontinental GT Challenge.

## Palmarès

### Résultats enEuropean Le Mans Series
| Année | Écurie          | Voiture            | Moteur                    | Classe | 1   | 2   | 3   | 4   | 5   | 6   | Total | Pos. |
| ----- | --------------- | ------------------ | ------------------------- | ------ | --- | --- | --- | --- | --- | --- | ----- | ---- |
| 2022  | Absolute Racing | Porsche 911 RSR-19 | Porsche 4,2 l Flat-6 Atmo | LMGTE  | LEC | IMO | MON | BAR | SPA | POR | *     | *    |

* Saison en cours.

### Résultats enAsian Le Mans Series
| Année     | Écurie     | Châssis            | Moteur                      | Classe | 1        | 2     | 3     | 4     | Position | Points |
| --------- | ---------- | ------------------ | --------------------------- | ------ | -------- | ----- | ----- | ----- | -------- | ------ |
| 2015-2016 | KCMG       | Porsche GT3 Cup    | Porsche 4,0 l Flat-6 Atmo   | GT Am  | FUJ      | SEP   | BUR 1 | SEP   | 3e       | 26     |
| 2016-2017 | PRT Racing | Ginetta-Juno P3-15 | Nissan VK50VE 5,0 l V8 Atmo | GT     | ZHU Abd. | FUJ 5 | BUR 5 | SEP 7 | 14e      | 10     |